# Stefan Frech

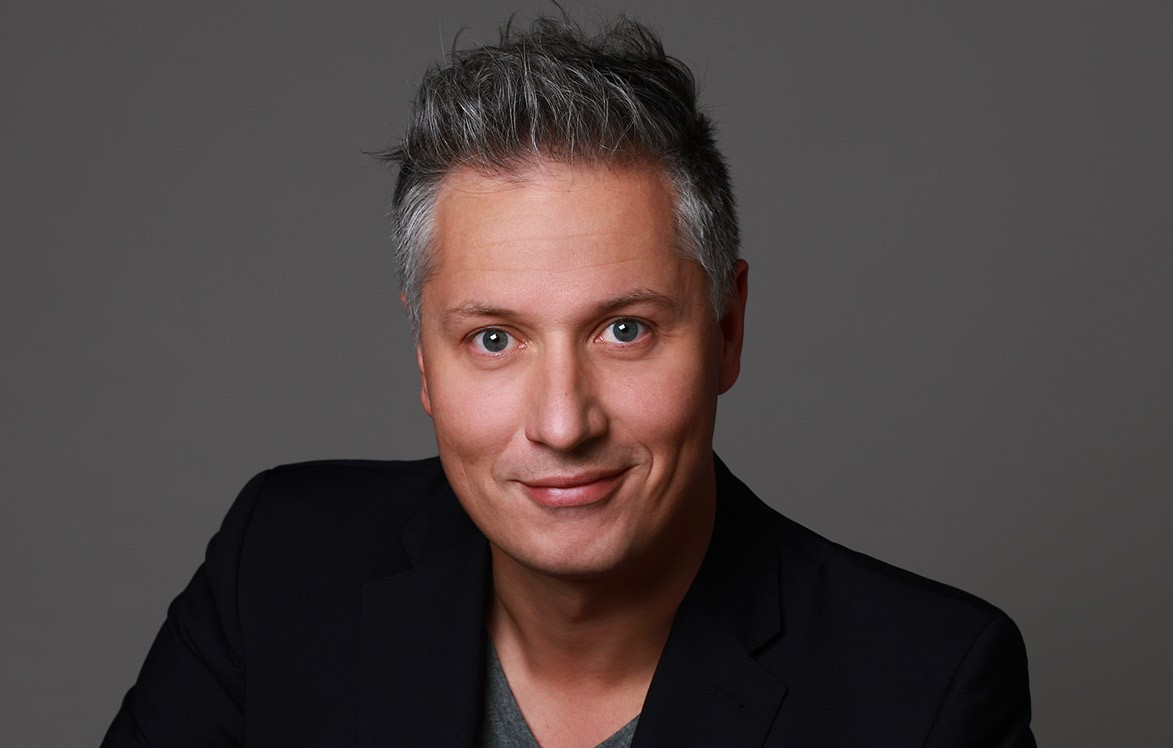
Stefan Frech (2017)

Stefan Tobias Frech (* 1. April 1977 in Singen (Hohentwiel)) ist ein deutscher Hörfunk- und Eventmoderator.

## Leben und Karriere

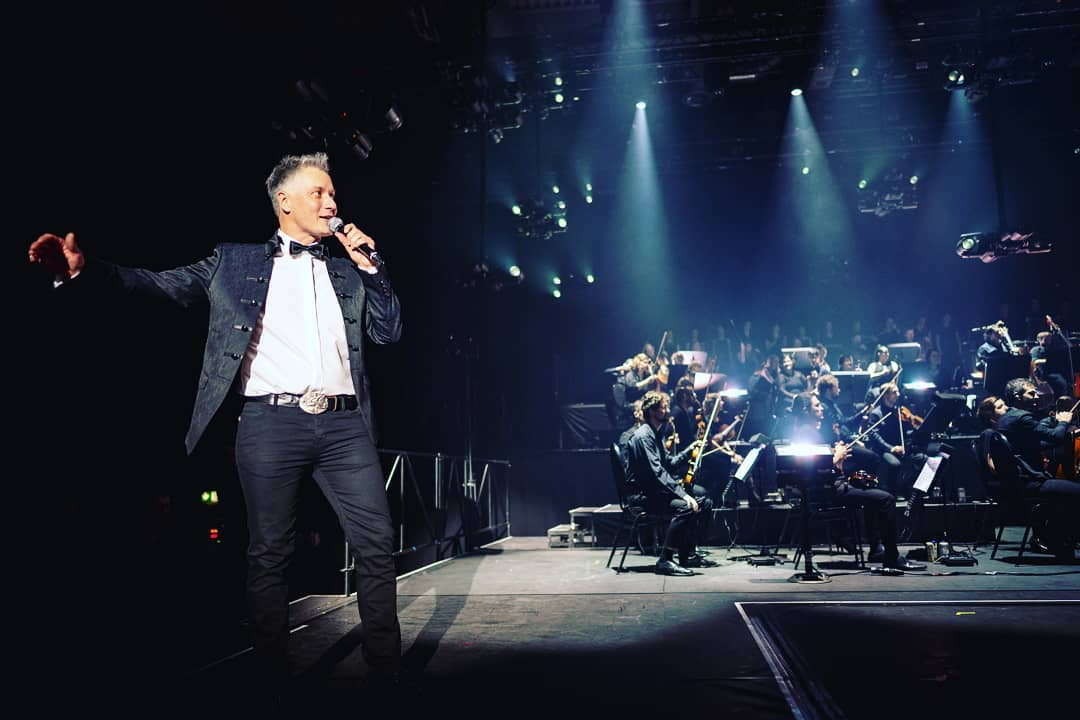
Stefan Frech bei Night of the Proms 2019 in Hannover

Stefan Frech ist in Hilzingen aufgewachsen und lebt in Hamburg und Frankfurt. Nach seinem Abitur und anschließendem Wehrdienst bei der Deutsch-Französische Brigade begann er 1997 seine Medienlaufbahn beim damaligen Südwestfunk in Baden-Baden. Er absolvierte sein Volontariat beim baden-württembergischen Privatsender Radio 7. Im Anschluss an seine Zeit in Ulm moderierte er ab 2003 bei Energy Stuttgart seine Sendung Frech@work. Die Radio Tele/FFH GmbH & Co. Betriebs-KG holte Stefan Frech 2005 als Moderator der Morningshow zu Planet Radio. Von da aus wechselte er 2008 nach Hamburg zum NDR. Zuerst moderierte er bei N-Joy die Morningshow Frech & Freunde und wechselte dann 2012 zur Popwelle NDR 2. Hier präsentierte er bis 30. Juli 2022 überwiegend die musikjournalistischen Sendungen aus der Reihe Soundcheck oder den Konzertabend zum Reeperbahn Festival. Von September 2012 bis Oktober 2022 war er auch für die Popwelle hr3 beim Hessischen Rundfunk tätig. Er moderierte vertretungsweise die hr3 Morningshow oder war im hr3 Abendprogramm zu hören. Im Oktober 2022 wechselte er zu Hit Radio FFH, wo er neben regelmäßigen Sendungen auch Aktionen wie Frechis "Freiwillige Feuerwehr" Freitag begleitet.

## Events
Stefan Frech präsentiert zahlreiche Events im In- und Ausland. Seit 2015 ist er darüber hinaus als MC / Emergency Speaker bei Groß-Open-Airs – unter anderem für AC/DC, Guns’N’Roses, Robbie Williams, Pink, Ed Sheeran – im Einsatz. Seit Dezember 2018 ist er einer der drei Moderatoren bei den Night of the Proms, einem Klassik-Pop-Event, das jährlich am Ende des Jahres in Deutschlands größten Konzerthallen stattfindet. Außerdem moderiert er seit März 2019 das Deutschland Military Tattoo, das inhaltlich an das Royal Edinburgh Military Tattoo angelehnt ist und zu den größten Militärmusik-Shows in Deutschland gehört.

## Ehrungen und Auszeichnungen
Stefan Frech wurde 2011 bei den internationalen New York Festivals in den USA als „Best On Air Personality“ für seine Arbeit geehrt. Seit 2012 ist er Mitglied der Grand-Jury der New York Festivals.